# Окунево (Калінінградська область)
Окунево (рос. Окунево) — селище Черняховського району, Калінінградської області Росії. Входить до складу Каменського сільського поселення.
Населення —  22 особи (2015 рік). 

## Населення
| 2002 | 2010 |
| ---- | ---- |
| 17   | ↗22  |